# Чемпионат СССР по дзюдо 1980
7-й Чемпионат СССР по дзюдо прошёл в Запорожье во дворце спорта «Юность» 10-16 марта 1980 года. Главный секретарь соревнований — заведующий кафедрой физического воспитания Куйбышевского планового института Давид Семёнович Токер.

## Медалисты
| Весовая категория                    | Золото                                      | Серебро                                         | Бронза                                                                                   |
| ------------------------------------ | ------------------------------------------- | ----------------------------------------------- | ---------------------------------------------------------------------------------------- |
| Наилегчайший вес (до 60 кг) 15 марта | Евгений Погорелов «Динамо» (Волгоград)      | Арамбий Емиж «Урожай» (Майкоп)                  | Анатолий Семёнов Вооружённые Силы (Каунас) Василий Соколков «Буревестник» (Минск)        |
| Полулёгкий вес (до 65 кг) 14 марта   | Николай Солодухин «Динамо» (Курск)          | Валентин Тараканов Вооружённые Силы (Ленинград) | Александр Гвоздик Вооружённые Силы (Фрунзе) Руслан Снахов Вооружённые Силы (Майкоп)      |
| Лёгкий вес (до 71 кг) 13 марта       | Леонид Мытник Вооружённые Силы (Харьков)    | Тамаз Кариаули Вооружённые Силы (Тбилиси)       | Евгений Ширшов «Динамо» (Горький) Виктор Раздолькин Вооружённые Силы (Майкоп)            |
| Полусредний вес (до 78 кг) 12 марта  | Сергей Мезенцев «Динамо» (Кировоград)       | Дилар Хабулиани «Буревестник» (Тбилиси)         | Шота Хабарели Вооружённые Силы (Тбилиси) Анатолий Яковлев «Локомотив» (Уфа)              |
| Средний вес (до 86 кг) 11 марта      | Александр Яцкевич «Динамо» (Рига)           | Василий Губанов «Динамо» (Курск)                | Вячеслав Сенкевич «Динамо» (Минск) Виталий Быченок Вооружённые Силы (Киев)               |
| Полутяжёлый вес (до 95 кг) 10 марта  | Рамаз Харшиладзе Вооружённые Силы (Тбилиси) | Тенгиз Хубулури Вооружённые Силы (Тбилиси)      | Владимир Гурин Вооружённые Силы (Майкоп) Александр Шуров «Динамо» (Курск)                |
| Тяжёлый вес (свыше 95 кг) 10 марта   | Виталий Кузнецов Вооружённые Силы (Москва)  | Сергей Новиков «Динамо» (Москва)                | Нодар Нугзаришвили «Буревестник» (Тбилиси) Владимир Сободырев Вооружённые Силы (Андижан) |
| Открытый вес 16 марта                | Сергей Новиков «Динамо» (Москва)            | Владимир Шкалов Вооружённые Силы (Барнаул)      | Владимир Гурин Вооружённые Силы (Майкоп) Борис Беридзе «Труд» (Москва)                   |